# Barry Ryan
Barry Ryan (Leeds, 24 oktober 1948 – 28 september 2021) was een Britse popzanger. Hij is vooral bekend van zijn nummer 1-hit Eloise uit 1968. Hij werkte veel samen met zijn tweelingbroer Paul Ryan.

## Biografie
Ryan wordt geboren in Leeds als Barry Sapherson, zoon van Lloyd Sapherson en zangeres Marion Ryan. In 1958 staat zij in de Britse top 10 met Love me forever.
De broers gebruiken later de achternaam van hun moeder, want op hun vijftiende beginnen ook Barry en Paul met zingen als The Ryan Twins. Op hun zeventiende krijgen ze hun eerste platencontract. Met acht singles behalen zij met producer Les Reed in de jaren 1965-1967 een notering in de Britse hitparade. Hun eerste hit Don't bring me your heartaches bereikt er de 13de plaats en is daarmee hun grootste succes. Er volgen nog enkele bescheiden hits, zoals Missy Missy in 1966. Zowel hun zangstijl als hun songs doen denken aan een ander bekend Brits duo Peter and Gordon.
Paul raakt overspannen, omdat hij de druk van de roem niet aankan. Daarom kiezen de broers voor een andere aanpak: Paul gaat schrijven en Barry gaat zingen. In 1968 is het meteen raak: Eloise, een melodramatisch en orkestraal nummer, wordt een wereldhit. Het staat vier weken op nummer één in de Nederlandse Top 40 en totaal gaat de single wereldwijd meer dan zeven miljoen keer over de toonbank. In Zwitserland is het de best verkochte single van 1969.
Het succes wordt verlengd in 1969 met hits als Love is love en in 1970 met Kitsch. Singles als The hunt en Magical spiel doen het tussendoor wat minder goed. In 1971 heeft Barry een grote hit in Frankrijk met de single Red Man, die de tweede plaats in de Franse hitparade bereikt. Begin 1972 is er een laatste hitparadenotering voor Can't let you go.
Daarna neemt zijn succes af, maar Barry blijft populair in Duitsland. Daarom neemt hij in 1972 ook een Duitstalige single op: Zeit macht nur vor dem Teufel halt. Deze compositie van Paul was in mei 1971 al eens door Eurovisiesongfestival-winnares Dana uitgebracht onder de titel Today.
In de jaren tachtig besluit Barry een rustperiode te nemen. Daarover gaan de wildste geruchten: hij zou zware brandwonden hebben opgelopen in de studio en daarom niet meer publiekelijk optreden. Deze geruchten blijken echter onjuist. Daarna gaat hij opnieuw in Duitsland optreden, waar hij dankzij zijn zangkwaliteiten en daarbij zijn charismatische en fotogenieke uitstraling, nog steeds een ster is. Barry Ryan is ook succesvol als fotograaf. Zijn foto's verschijnen in diverse modetijdschriften. 
Paul Ryan overlijdt op 29 november 1992 aan kanker. Daarna werkt Barry aan een fotoproject om zijn nagedachtenis te eren. Hun moeder Marion, dan 67, overlijdt op 15 januari 1999. 
Het overlijden van Barry Ryan op 28 september 2021 op 72-jarige leeftijd wordt door collega-zanger Yusuf Islam (Cat Stevens) wereldkundig gemaakt.

## Discografie

### Singles
Paul and Barry Ryan
- 1965: Don't Bring Me Your Heartaches (UK # 13)
- 1966: Have Pity On The Boy (UK # 18)
- 1966: I Love Her (UK # 17)
- 1966: I Love How You Love Me (UK # 21)
- 1966: Have You Ever Loved Somebody (UK # 49)
- 1966: Missy Missy (UK # 43)
- 1967: Keep It Out Of Sight (UK # 30)
- 1967: Claire (UK # 47)

Barry Ryan
- 1968: Eloise (UK # 2)
- 1969: Love Is Love (UK # 25)
- 1969: The Hunt (UK # 34)
- 1969: Colour Of My Love
- 1970: Magical Spiel (UK # 49)
- 1970: Kitsch (UK # 37}
- 1970: We Did It Together
- 1971: It Is Written
- 1971: Red Man
- 1972: Can't Let You Go (UK # 32)
- 1972: Sanctus, Sanctus Hallelujah
- 1976: Judy
- 1976: Where Were You

### Albums
- 1967: Two of a kind (The Ryans = Paul and Barry Ryan)
- 1968: Paul and Barry Ryan
- 1968: Barry Ryan Sings Paul Ryan
- 1969: Barry Ryan 2
- 1970: Barry Ryan 3
- 1971: Red Man
- 1972: Sanctus Sanctus Hallelujah
- 1982: Eloise (compilatie)

### NPO Radio 2 Top 2000
| Nummer met noteringen in de NPO Radio 2 Top 2000 | '99 | '00 | '01 | '02 | '03 | '04 | '05 | '06 | '07 | '08 | '09 | '10 | '11 | '12 | '13 | '14 | '15 | '16 | '17 | '18  | '19  | '20  | '21  | '22  | '23  | '24  |
| ------------------------------------------------ | --- | --- | --- | --- | --- | --- | --- | --- | --- | --- | --- | --- | --- | --- | --- | --- | --- | --- | --- | ---- | ---- | ---- | ---- | ---- | ---- | ---- |
| Eloise                                           | 100 | 97  | 83  | 117 | 108 | 141 | 127 | 145 | 70  | 110 | 258 | 261 | 365 | 410 | 553 | 566 | 707 | 805 | 851 | 1134 | 1124 | 1321 | 1340 | 1415 | 1526 | 1679 |

1. ↑  Een vetgedrukt getal geeft de hoogste notering aan.

- Bibsys: 13046672
- Biblioteca Nacional de España: XX1103045
- Bibliothèque nationale de France: cb13899303v (data)
- Gemeinsame Normdatei: 134505026
- International Standard Name Identifier: 0000 0001 0718 2407
- Library of Congress Control Number: no2006069106
- MusicBrainz: 8521feb4-6704-43f2-9c9b-b80469f5f7de
- PIC: 275796
- Virtual International Authority File: 29719206
- WorldCat: E39PBJkxP79KVr9pt7XfQ3HV4q